# Ansverus

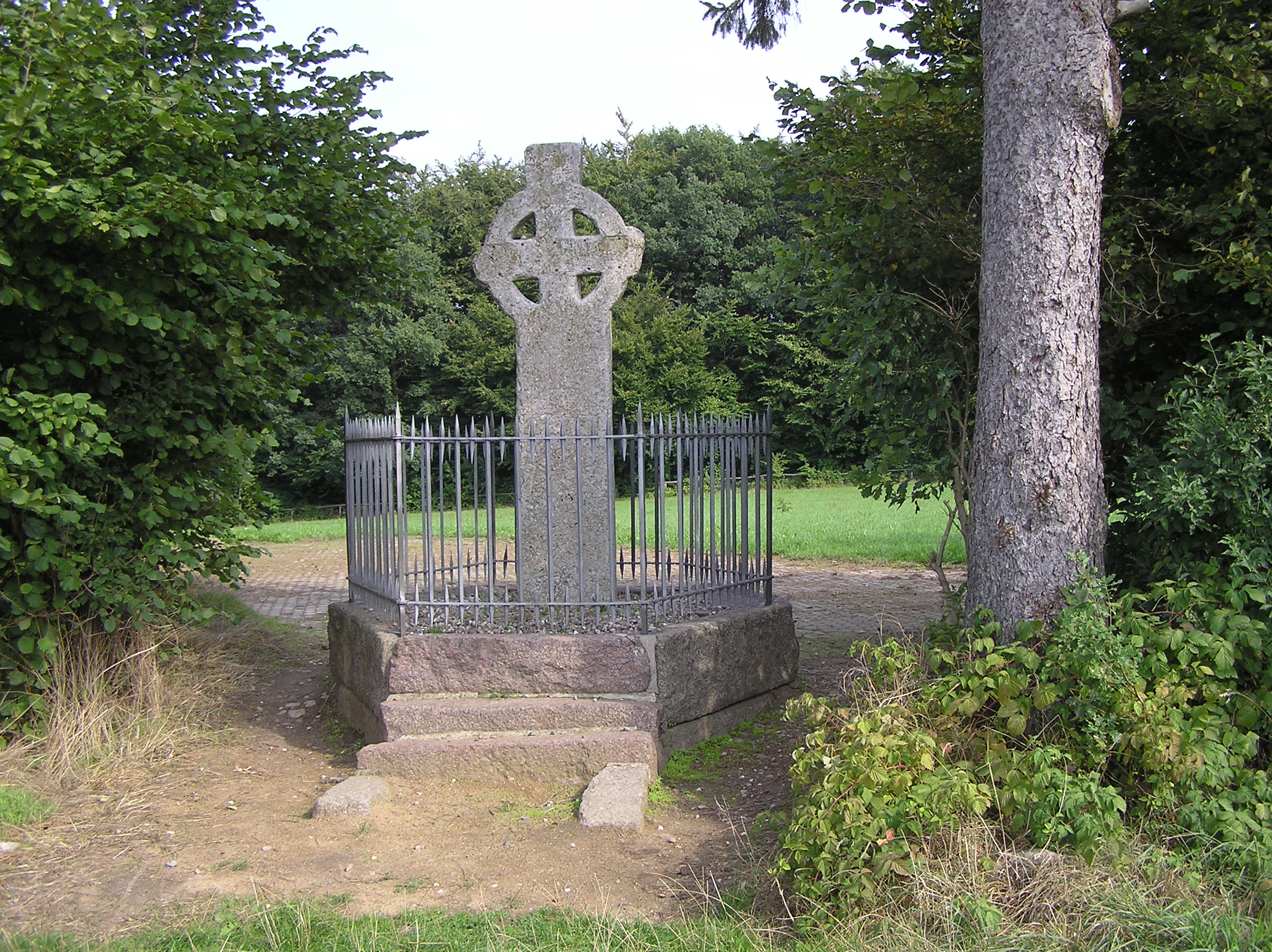
Ansveruskruis bij Einhaus

Ansverus (Schleswig/Haithabu, 1038 - in de buurt van Ratzeburg, 15 juli 1066) was een Duitse abt en heilige. Zijn verering beperkt zich voornamelijk tot het noorden van Duitsland, waar hij patroon was van het hertogdom Saksen-Lauenburg. Hij stierf tijdens een opstand van de Slaven tegen de invoering van het christendom, gecombineerd met de opmars van de Saksen. Zijn gedenkdag is 15 juli.

## Leven
Ansverus stamde uit een voorname en rijke Saksische familie en werd christelijk opgevoed. Als vijftienjarige had hij een droom waarop hij - onder het voorwendsel een oom te bezoeken - naar Ratzeburg reisde om daar in te treden in het benedictijnerklooster op de Sankt-Georgsberg ten westen van het huidige stadscentrum. Dit was de oudste christelijke kerk in de streek. Ansverus werd monnik en priester en uiteindelijk abt van het klooster. In de nog grotendeels heidense omgeving was hij samen met de andere monniken als missionaris actief. In 1066 kwamen de Abodriten, een Slavisch volk in opstand tegen de invoering van het christelijk geloof door de vorst van de Polaben, Godschalk. Hierbij werd ook het klooster op de Sankt-Georgsberg aangevallen. Ansverus werd samen met de andere monniken van het klooster gevangengenomen en in de buurt van de Ratzeburger See door steniging gedood. De exacte plaats hiervan is niet bekend, maar de lokale traditie wijst de Rinsberg bij Einhaus ten noordwesten van Ratzeburg aan als de plaats van de moord. Hier staat nu het vijftiende-eeuwse 'Ansveruskruis'.

## Voortleven
Ansverus' lichaam werd aanvankelijk begraven in zijn klooster. In 1147 werd hij heilig verklaard door paus Eugenius III en in 1170 werd zijn stoffelijk overschot overgebracht naar de Dom van Ratzeburg, de hoofdkerk van het in 1154 door Hendrik de Leeuw gestichte bisdom Ratzeburg. Het bisdom kreeg hiermee een beschermheilige die symbool stond voor de kerstening van het oorspronkelijk Slavische gebied.
Vooral in de veertiende eeuw nam de verering van Ansverus in belang toe en oversteeg in het Lauenburgse die van Maria. Van deze cultus zijn nog verschillende overblijfselen. Het bekendste is het Anveruskreuz, een vijftiende-eeuws radkruis van kalksteen uit Gotland. Dit is echter een voorbedekruis van een kanunnik van de Dom van Ratzeburg en heeft waarschijnlijk weinig met Ansverus te maken. In de Dom van Ratzeburg hangt nog een schilderij met taferelen uit de Ansveruslegende, terwijl in de dorpskerk van Ziethen, ten oosten van Ratzeburg, een beeld van de heilige is met drie stenen in zijn hand.
Met de invoering van het lutheranisme nam de belangstelling voor Ansverus af, al legde de kerkorde van Lauenburg in 1585 vast dat op de zondag na de naamdag van Ansverus er een Te Deum in de kerkdienst gezongen diende te worden. In de twintigste eeuw kwam er weer meer aandacht voor de heilige. Kort na 1900 werd een glas-in-loodvenster ter herinnering aan Ansverus geplaatst in de kerk op de Sankt-Georgsberg. Sinds 1950 is het Ansveruskreuz ieder jaar op de tweede zondag van september doel van een bedevaart van katholieken uit Sleeswijk-Holstein en Hamburg. Er bestaat sinds 1960 in Noord-Duitsland een protestantse communiteit die naar hem vernoemd is, de Ansverusbruderschaft, die onder andere een retraitehuis heeft in Aumühle. Een naoorlogse lutherse kerk in Ratzeburg is naar Ansverus genoemd.